# Emre Batur
Pour les articles homonymes, voir Batur (homonymie).
Emre Batur  est un joueur turc de volley-ball né le 21 avril 1988 à Tokat. Il mesure 2,01 m et joue Central.

## Clubs
| Club                      | Pays    | De        | À         |
| ------------------------- | ------- | --------- | --------- |
| Tokat Belediye Plevnespor | Turquie | ...       | 2004-2005 |
| Fenerbahçe SK             | Turquie | 2005-2006 | 2011-2012 |
| Halkbank Ankara           | Turquie | 2012-2013 | 2017-2018 |
| Fenerbahçe SK             | Turquie | 2018-2019 | ...       |

## Palmarès

### En club
- Coupe de la CEV (1)
  - Vainqueur : 2013

- Championnat de Turquie (9)
  - Vainqueur : 2008, 2010, 2011, 2012, 2014, 2016, 2017, 2018, 2019

- Coupe de Turquie (7)
  - Vainqueur : 2008, 2012, 2013, 2014, 2015, 2018, 2019

- Supercoupe de Turquie (5)
  - Vainqueur : 2011, 2013, 2014, 2015, 2020

### En sélection
- Ligue européenne
  - Finaliste : 2012